# Nekrolog 1958
Nekrolog
◄◄
| ◄
| 1954
| 1955
| 1956
| 1957
| 1958 | 1959 | 1960 | 1961 | 1962 | ► | ►►
1. Quartal |
2. Quartal |
3. Quartal |
4. Quartal 
Weitere Ereignisse | Allgemeiner Nekrolog 1958
Die Beschreibung der verstorbenen Person sollte so kurz wie möglich gehalten sein und nur deren signifikante Tätigkeit(en) enthalten.
Neue Namen ggf. auch unter dem Geburts- und Sterbedatum, also etwa unter 1. Januar und im Geburts- und Sterbejahr (2024) eintragen (nur bei entsprechender großer Wichtigkeit). Für Beispiele siehe die schon vorhandenen Artikel.
Außerdem über die fünf zuletzt Verstorbenen, zu denen es einen ausreichend guten Artikel für eine Präsentation auf der Hauptseite gibt, nach der todesbedingten Überarbeitung der Artikel ggf. auch unter Wikipedia Diskussion:Hauptseite informieren und sie am besten auch in den anderen Wikipedia-Sprachversionen eintragen. Tipp: Regelmäßig bei news.google.de nach „ist tot“, „gestorben“ oder „verstorben“ suchen.
Wenn eine Person gestorben ist, gibt es viele Seiten zu dieser Person in der Wikipedia, die davon auch betroffen sind und entsprechend aktualisiert werden müssen. Beispiele: Namenübersichtsseite, Geburtsjahr, Geburtsort-Seiten und viele mehr.
Wie finde ich die betroffenen Seiten?
Im Suchfeld auf der linken Seite gibt man den Suchbegriff so ein: „Vorname Nachname“. Dann klickt man auf Volltext und alle Seiten mit entsprechendem Suchtext werden aufgerufen. Hier sieht man dann schnell, wo auch das Todesjahr Sinn macht oder sogar ein Teil des Artikels angepasst werden muss. Auch hilft das „Werkzeug“ auf der linken Seite sehr gut, um solche Seiten aufzufinden: „Links auf diese Seite“. Somit ist die Wikipedia wieder aktuell in allen Bereichen! Hinweis: bei Eintragung der Kategorie „Gestorben JAHR“ wird der Missbrauchsfilter 49 ausgelöst, was jedoch nicht schlimm ist. Siehe: Spezial:Missbrauchsfilter/49
Dies ist eine Liste von im Jahr 1958 verstorbenen bekannten Persönlichkeiten. Die Einträge erfolgen innerhalb der einzelnen Daten alphabetisch sortiert. Tiere sind im Nekrolog für Tiere zu finden.
Die Liste ist nach Quartalen aufgeteilt:
- Nekrolog 1. Quartal 1958: Januar, Februar und März
- Nekrolog 2. Quartal 1958: April, Mai und Juni
- Nekrolog 3. Quartal 1958: Juli, August und September
- Nekrolog 4. Quartal 1958: Oktober, November und Dezember

## Datum unbekannt
| Pál Ábel                               | ungarischer Komponist und Dirigent und Gründer des Abel-Quartetts                                               |  |
| George Ackerley                        | englischer Fußballspieler                                                                                       |  |
| Herbert Adams                          | englischer Schriftsteller                                                                                       |  |
| Adolf Ammon                            | deutscher Industrieller                                                                                         |  |
| Sam Baddeley                           | englischer Fußballspieler                                                                                       |  |
| Isser Be’eri                           | israelischer Leiter des Nachrichtendienstes der Hagana und eine der bedeutendsten Personen beim Aufbau der i... |  |
| Friedl Beutelrock                      | deutsche Schriftstellerin                                                                                       |  |
| Jacob Bijster                          | niederländischer Organist und Komponist                                                                         |  |
| Clarence Milton Bolds                  | US-amerikanischer Militärangehöriger                                                                            |  |
| Johannes Ernst Born                    | deutscher Bildhauer                                                                                             |  |
| Wasif Boutros-Ghali                    | ägyptischer Politiker und Schriftsteller                                                                        |  |
| Serafima Brjussowa                     | russische bzw. sowjetische Neurochirurgin                                                                       |  |
| Bruno Bruhn                            | deutscher Chemiker und Industriemanager                                                                         |  |
| Eugene J. Bryan                        | US-amerikanischer Politiker                                                                                     |  |
| Ferdinando Cazzamalli                  | italienischer Psychiater                                                                                        |  |
| Buddy Christian                        | US-amerikanischer Jazzmusiker                                                                                   |  |
| Alice Grace Cook                       | britische Astronomin                                                                                            |  |
| Salvatore Cottone                      | italienischer Pianist und Liedbegleiter                                                                         |  |
| Jacques Delannoy                       | französischer Fußballspieler                                                                                    |  |
| Robert Dickie                          | Erfinder des Briefmarkenautomaten                                                                               |  |
| Giannis Dragatsis                      | griechischer Violinenspieler und Rembetiko-Interpret                                                            |  |
| Friedrich Drews                        | deutscher Politiker                                                                                             |  |
| Pasquale Ermini                        | italienischer Konstrukteur von Sportwagen                                                                       |  |
| Roger Fisbach                          | französischer Jazzmusiker                                                                                       |  |
| Eamonn Fitzgerald                      | irischer Leichtathlet                                                                                           |  |
| Lucien Foulet                          | französischer Romanist und Mediävist                                                                            |  |
| Walter Franz                           | deutscher Philologe und Landeshistoriker in Königsberg                                                          |  |
| Franz Freidhof                         | deutscher Maler und Lithograf                                                                                   |  |
| Max Friese                             | deutscher Maler und Grafiker                                                                                    |  |
| Fritz Gericke                          | Funktionär der neuheidnischen Deutschen Glaubensbewegung (DG)                                                   |  |
| Lionel Giles                           | britischer Sinologe                                                                                             |  |
| Joseph Eugene Gillet                   | US-amerikanischer Romanist und Hispanist belgischer Herkunft                                                    |  |
| Henning Grenander                      | schwedischer Eiskunstläufer                                                                                     |  |
| Giacomo Groppi                         | Schweizer Konditor und Gastronom                                                                                |  |
| Josef Guttmann                         | tschechoslowakischer linker Intellektueller und Politiker                                                       |  |
| Oskar Haberstumpf                      | deutscher Verwaltungsbeamter und Manager der Energiewirtschaft                                                  |  |
| Clara Hacker                           | deutsche Politikerin, MdL Mecklenburg                                                                           |  |
| Wilhelm Haerlin                        | deutscher Künstler                                                                                              |  |
| William Halcrow                        | englischer Bauingenieur                                                                                         |  |
| Antoni Hansen                          | deutscher Wasserbauingenieur und Hochschullehrer                                                                |  |
| Theodor Hartwig                        | österreichischer Kulturphilosoph, Publizist und Freidenker                                                      |  |
| Hermann Haußmann                       | deutscher Verwaltungsjurist                                                                                     |  |
| Bernhard Hecken                        | deutscher Politiker (DNVP), MdL                                                                                 |  |
| Wilhelm Heusel                         | deutscher Wirtschaftsführer                                                                                     |  |
| William Hill                           | britischer Leichtathlet                                                                                         |  |
| Friedrich von Horn Fitz-Gibbon         | brasilianischer Ethnologe                                                                                       |  |
| Albin Hunger                           | deutscher Kommunalpolitiker, Oberbürgermeister von Hildesheim                                                   |  |
| Peter Ingwersen                        | deutscher Autor, Lehrer und Oberregierungsrat                                                                   |  |
| Ishii Hakutei                          | japanischer Maler und Grafiker                                                                                  |  |
| Margarete Kahl                         | deutsche Judenretterin                                                                                          |  |
| Paul Kautzsch                          | deutscher Kunsthistoriker                                                                                       |  |
| Victor L. King                         | US-amerikanischer Chemiker                                                                                      |  |
| Oliver Kirk                            | US-amerikanischer Boxer                                                                                         |  |
| Fritz Klein                            | deutscher Offizier                                                                                              |  |
| Paul Köppen                            | deutscher Motorrad- und Automobilrennfahrer sowie Motorenkonstrukteur                                           |  |
| Sergei Alexandrowitsch Kotscherigin    | sowjetischer Flugzeugkonstrukteur                                                                               |  |
| Walter Kreiser                         | deutscher Flugzeugkonstrukteur und Journalist                                                                   |  |
| Alfred Kurz                            | deutscher Theologe und evangelischer Pfarrer                                                                    |  |
| Elisabeth Kusian                       | deutsche Krankenschwester und verurteilte Mörderin                                                              |  |
| Leopold Lahner                         | österreichischer Kugelstoßer, Steinstoßer, Tauzieher und Ringer                                                 |  |
| Joseph Lederer                         | deutscher Geiger und Komponist                                                                                  |  |
| Karla Lehr                             | deutsche Malerin                                                                                                |  |
| Hugo Liehm                             | sudetendeutscher Politiker (DNP, SdP, NSDAP) und Mitbegründer des Witikobundes                                  |  |
| Edmund Lill                            | deutscher Kaufmann, Porträt-, Dokumentar- und Architekturfotograf                                               |  |
| Harold Little                          | kanadischer Ruderer                                                                                             |  |
| Agnija Losina-Losinskaja               | sowjetische Botanikerin und Dendrologin                                                                         |  |
| Malcolm Loughead                       | US-amerikanischer Erfinder und Luftfahrtpionier                                                                 |  |
| Michael MacWhite                       | irischer Diplomat                                                                                               |  |
| Ioannis Malachias                      | griechischer Arzt und Politiker                                                                                 |  |
| Walter Mannowsky                       | deutscher Kunsthistoriker                                                                                       |  |
| Luciano Maugeri                        | italienischer Ingenieur und Politiker der Democrazia Cristiana                                                  |  |
| Hans Menzel                            | deutscher Verwaltungsjurist                                                                                     |  |
| William Hugh Montgomery                | Rechtsanwalt, Farmer, neuseeländischer liberaler Politiker und Maler                                            |  |
| Percy Moran                            | irischer Schauspieler                                                                                           |  |
| Carl Mordziol                          | deutscher Geologe                                                                                               |  |
| Alexander Moser                        | russischer Chemiker                                                                                             |  |
| Asbjørn Nilssen                        | norwegischer Skispringer und Nordischer Kombinierer                                                             |  |
| Heinz Oppermann                        | deutscher Manager der Gummiindustrie                                                                            |  |
| Hans Parzinger                         | deutscher Bildhauer                                                                                             |  |
| Charles Pasche                         | Schweizer Fußballtorhüter                                                                                       |  |
| Henry F. Phillips                      | US-amerikanischer Geschäftsmann                                                                                 |  |
| Gustav Pinkenburg                      | deutscher Kommunalpolitiker                                                                                     |  |
| Josef Pollack                          | deutscher Kaufmann und Fußballspieler                                                                           |  |
| Esther Popel                           | US-amerikanische Schriftstellerin, Dichterin und Lehrerin                                                       |  |
| Hendrik Jacobus Prins                  | niederländischer Chemiker und Entdecker der Prins-Reaktion                                                      |  |
| Alfredo Ravasco                        | italienischer Goldschmied                                                                                       |  |
| Hermann Rettig                         | deutscher Ministerialbeamter                                                                                    |  |
| Philip Richmond                        | englischer Fußballspieler                                                                                       |  |
| Gino Rippo                             | italienischer Dokumentarfilmer, Filmregisseur, Kameramann und Autor                                             |  |
| Lorenz Roder                           | deutscher Jurist                                                                                                |  |
| Frederick Charles Roe                  | britischer Romanist, Landeswissenschaftler und Komparatist                                                      |  |
| Waldemar Roger                         | deutscher Filmproduzent                                                                                         |  |
| Jelena Samsonowa                       | russische bzw. sowjetische Pilotin                                                                              |  |
| Alexandre Schaumasse                   | französischer Astronom                                                                                          |  |
| Solomon Weniaminowitsch Schereschewski | russischer Journalist und Gedächtniskünstler                                                                    |  |
| Camille Gabriel Schlumberger           | elsässischer Textildesigner und Dekorationsmaler                                                                |  |
| Louis Seel                             | deutscher Maler                                                                                                 |  |
| Senzaki Nyogen                         | japanischer Zen-Meister                                                                                         |  |
| André Sive                             | ungarisch-französischer Architekt                                                                               |  |
| Peter Stammen                          | deutscher Bildhauer                                                                                             |  |
| Fritz Staudte                          | deutscher Schauspieler, Theaterregisseur und Drehbuchautor                                                      |  |
| Ellen Mary Stawell-Brown               | englische Tennis- und Badmintonspielerin                                                                        |  |
| Emma Stöhr                             | österreichische Malerin                                                                                         |  |
| Max Sturm                              | deutscher Dirigent, Komponist und Musikpädagoge                                                                 |  |
| Edwin Sutermeister                     | US-amerikanischer Chemiker                                                                                      |  |
| Johann Svitanics                       | österreichischer Sozialist und Gewerkschaftsfunktionär                                                          |  |
| Ralph Waldo Trine                      | US-amerikanischer Schriftsteller                                                                                |  |
| José Vázquez Schiaffino                | mexikanischer Botschafter                                                                                       |  |
| Hermann Virl                           | deutscher Graphiker                                                                                             |  |
| Heinrich Weber                         | deutscher Ringer                                                                                                |  |
| Alfons Wetter                          | deutscher Richter und Senatspräsident beim Bundesfinanzhof                                                      |  |
| Robert Whytlaw-Gray                    | englischer Chemiker                                                                                             |  |
| Howard R. Wood                         | US-amerikanischer Politiker                                                                                     |  |
| Julius Wrede                           | deutscher Verwaltungsbeamter, Bankmanager und Rittergutsbesitzer                                                |  |
| Yue Chongdai                           | chinesischer Daoist und Daoismusforscher                                                                        |  |
| Otto Ziller                            | deutscher Architekt                                                                                             |  |
| Fanny Zobel                            | deutsche Kommunalpolitikerin                                                                                    |  |
| Ettore Zorzi                           | italienischer Politiker, ernannter Bürgermeister (Podestà) Venedigs                                             |  |
| Kurt Zotz                              | deutscher Dramatiker und Lyriker, der als später Symbolist gilt                                                 |  |
| Albert Zwick                           | deutscher Statistiker                                                                                           |  |